# D・J・リーダー
デビッド・バーノン・リーダー・ジュニア（David Vernon Reader Jr., 1994年7月1日 - ）は、アメリカ合衆国ノースカロライナ州グリーンズボロ出身のプロアメリカンフットボール選手。NFLのデトロイト・ライオンズに所属している。ポジションはディフェンシブタックル。

## 経歴

### カレッジ
クレムソン大学ではフットボールと並行して野球もプレーしていた。

### ヒューストン・テキサンズ
| 身長                   | 体重            | 腕 の 長 さ   | 手 の 大 き さ   | 40Yrd ダ ッ シ ュ | 10Yrd ス プ リ ッ ト | 20Yrd ス プ リ ッ ト | 20Yrd シ ャ ト ル | 3 コ 丨 ン ド リ ル | 垂 直 跳 び     | 立 ち 幅 跳 び     | ベ ン チ プ レ ス |
| ---------------------- | --------------- | ------------- | ---------------- | ----------------- | -------------------- | -------------------- | ----------------- | ------------------- | --------------- | ------------------ | ----------------- |
| 6 ft 2+5⁄8 in (190 cm) | 327 lb (148 kg) | 33 in (84 cm) | 9+1⁄2 in (24 cm) | 5.27 s            | 1.87 s               | 3.06 s               | 4.71 s            | 7.90 s              | 29.5 in (75 cm) | 8 ft 3 in (2.51 m) | 30 回             |
| Sources:               |                 |               |                  |                   |                      |                      |                   |                     |                 |                    |                   |

2016年のNFLドラフトにて、全体166位でヒューストン・テキサンズから指名され、その後ルーキー契約を結んだ。
2016年シーズンは22タックル、1サックを記録した。
2017年シーズンから先発を務めた。
2018年シーズン、第1週のニューイングランド・ペイトリオッツでトム・ブレイディから2サックを記録した。
2019年シーズン、第3週のロサンゼルス・チャージャーズ戦でフィリップ・リバースから1.5サックを記録した。

### シンシナティ・ベンガルズ
2020年4月2日にシンシナティ・ベンガルズと4年総額5,300万ドルの契約を結んだ。
2021年シーズンはスーパーボウルに進出し、ロサンゼルス・ラムズと対戦。マシュー・スタッフォードからサックを記録したが、チームは敗れた。
2022年シーズンのプレーオフ、ワイルドカード・ラウンドのボルチモア・レイブンズ戦、ディビジョナル・ラウンドのバッファロー・ビルズ戦でいずれも2タックルを記録し、勝利に貢献した。

### デトロイト・ライオンズ
2024年3月14日にデトロイト・ライオンズと2年総額2,725万ドルの契約を結んだ。
2024年シーズン、第13週のシカゴ・ベアーズ戦で2サックを記録し、23-20の勝利に貢献した。

## 家族
大学生だった2014年6月30日に父が腎不全で亡くなった。